# Igor Chochriakow
Igor Wiktorowicz Chochriakow (ros. Игорь Викторович Хохряков; ur. 25 czerwca 1965 w Czusowoju) – rosyjski biathlonista startujący w barwach ZSRR, Wspólnoty Niepodległych Państw oraz Białorusi, brązowy medalista mistrzostw świata.

## Kariera
W Pucharze Świata zadebiutował 17 grudnia 1992 roku w Pokljuce, kiedy zajął szóste miejsce w biegu indywidualnym. Tym samym już w debiucie zdobył pierwsze punkty. Nigdy nie stanął na podium indywidualnych zawodów tego cyklu, jednak trzykrotnie dokonał tego w sztafecie. Odniósł przy tym jedno zwycięstwo: 12 grudnia 1993 roku w Bad Gastein. Najlepsze wyniki osiągnął w sezonie 1992/1993, kiedy zajął 36. miejsce w klasyfikacji generalnej.
Na mistrzostwach świata w Anterselvie w 1995 roku wspólnie z kolegami z Olegiem Ryżenkowem, Aleksandrem Popowem i Wadimem Saszurinem zdobył brązowy medal w sztafecie. Na tej samej imprezie zajął ósme miejsce w biegu drużynowym i 21. miejsce w biegu indywidualnym. Podczas rozgrywanych dwa lata wcześniej mistrzostw świata w Borowcu zajął 26. miejsce w sprincie i czwarte w sztafecie. Brał też udział w igrzyskach olimpijskich w Lillehammer w 1994 roku, plasując się na 45. pozycji w sprincie i czwartej w sztafecie.

## Osiągnięcia

### Igrzyska olimpijskie
| Rok  | Miejscowość | Konkurencje | Konkurencje | Konkurencje | Konkurencje | Konkurencje | Konkurencje | Konkurencje |
| Rok  | Miejscowość | IN          | SP          | PU          | MS          | RL          | MR          | SR          |
| ---- | ----------- | ----------- | ----------- | ----------- | ----------- | ----------- | ----------- | ----------- |
| 1994 | Lillehammer | –           | 45.         | nd.         | nd.         | 4.          | nd.         | –           |

### Mistrzostwa świata
| Rok  | Miejscowość | Konkurencje | Konkurencje | Konkurencje | Konkurencje | Konkurencje | Konkurencje | Konkurencje |
| Rok  | Miejscowość | IN          | SP          | PU          | MS          | RL          | MR          | SR          |
| ---- | ----------- | ----------- | ----------- | ----------- | ----------- | ----------- | ----------- | ----------- |
| 1993 | Borowec     | –           | 26.         | nd.         | nd.         | 4.          | nd.         | –           |
| 1995 | Anterselva  | 21.         | –           | nd.         | nd.         | 3.          | nd.         | –           |

### Puchar Świata

#### Miejsca w klasyfikacji generalnej
| Sezon     | Miejsce |
| --------- | ------- |
| 1992/1993 | 36.     |
| 1993/1994 | 39.     |
| 1994/1995 | 45.     |

#### Miejsca na podium chronologicznie
Chochriakow nigdy nie stanął na podium indywidualnych zawodów PŚ.